# Henry Lovel
Henry Lovel ou Lovell  (1466-1489) est un pair anglais. Il est le 8e baron Morley (en).

## Biographie
Henry Lovel est le fils d'Alianore Lovel, 7e baronne Morley née de Morley (1442-1476) et de son mari William Lovel (mort en 1476), 7e baron Morley en droit de son épouse.
À la mort de ses parents, le 23 juillet 1476, Henry n'a que 10 ans. Il est alors placé sous la tutelle du chevalier John Say et de l'écuyer John Sturgeon. Une partie des domaines familiaux sont confiés à ces tuteurs, d'autres sont donnés à des aristocrates, d'autres encore semblent être restés entre les mains du roi Richard III. Certaines propriétés sont également attribuées à son cousin Francis Lovell, conformément au principe de primogéniture avec préférence masculine mais en dépit des dispositions testamentaires rédigées par son arrière-grand-père le 18 mars 1455.
Henry Lovel épouse Élisabeth de la Pole (c. 1468-1489), fille du duc de Suffolk John de la Pole et d'Élisabeth d'York, sœur d'Édouard IV et de Richard III. Ils n'ont pas d'enfants.
Il est l'un des 45 nobles présents au couronnement de Richard III en l'abbaye de Westminster le 6 juillet 1483.
Il perçoit son héritage le 5 février 1489 mais meurt peu après, à 23 ans, le 13 juin 1489, à la bataille de Dixmude ; en conséquence, il n'est jamais convoqué au parlement en tant que baron Morley. 
À sa mort, le titre nobiliaire de Morley et certains domaines de la famille, reviennent à sa sœur Alice et à son mari William Parker. Il s'agit notamment du manoir et de la seigneurie de Great Hallingbury (Essex), le manoir de Walkern (Hertfordshire), les manoirs de Hingham et de Buxston, ainsi que le manoir de Morley Hall dans le hundred de Forehoe (Norfolk).